# (28557) Lillianchin
(28557) Lillianchin est un astéroïde de la ceinture principale d'astéroïdes.

## Description
(28557) Lillianchin est un astéroïde de la ceinture principale d'astéroïdes. Il fut découvert le 8 mars 2000 à Socorro (Nouveau-Mexique) par le projet LINEAR. Il présente une orbite caractérisée par un demi-grand axe de 2,40 UA, une excentricité de 0,09 et une inclinaison de 6,0° par rapport à l'écliptique.

## Compléments